# Ádám Batthyány

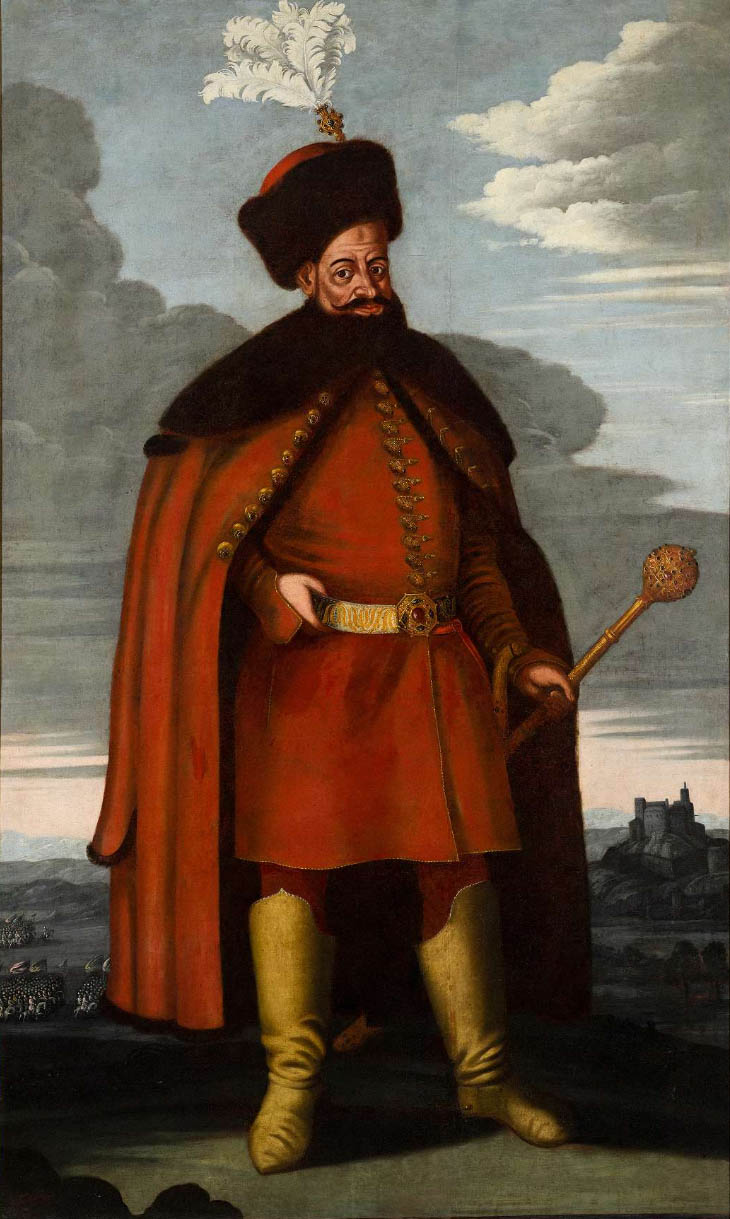
Ádám Batthyány (Porträt circa 1650)

Ádám Graf Batthyány von Németújvár [ˈaːdaːm ˈbɒcːaːɲi] (* 14. Februar 1609; † 15. März 1659) war ein ungarischer Adeliger und General. Im Stammbaum der ungarischen Magnaten Batthyány wird er als „Adam I.“ geführt. Den heute noch lebenden Batthyánys gilt er „als Stammvater der Familie im engeren Sinn“.
Batthyány lebte zur Zeit des Dreißigjährigen Krieges und beherrschte Gebiete, die sich über Teile der heutigen Staaten Ungarn und Slowenien sowie  das südliche  Burgenland erstreckten. Südlich des Plattensees verteidigte er die Landesgrenze des von den Habsburgern beherrschten Königlichen Ungarn gegen die Osmanen und betrieb in seinem Herrschaftsgebiet die Rekatholisierung im Sinne der Gegenreformation.

## Leben

### Kindheit und Jugend

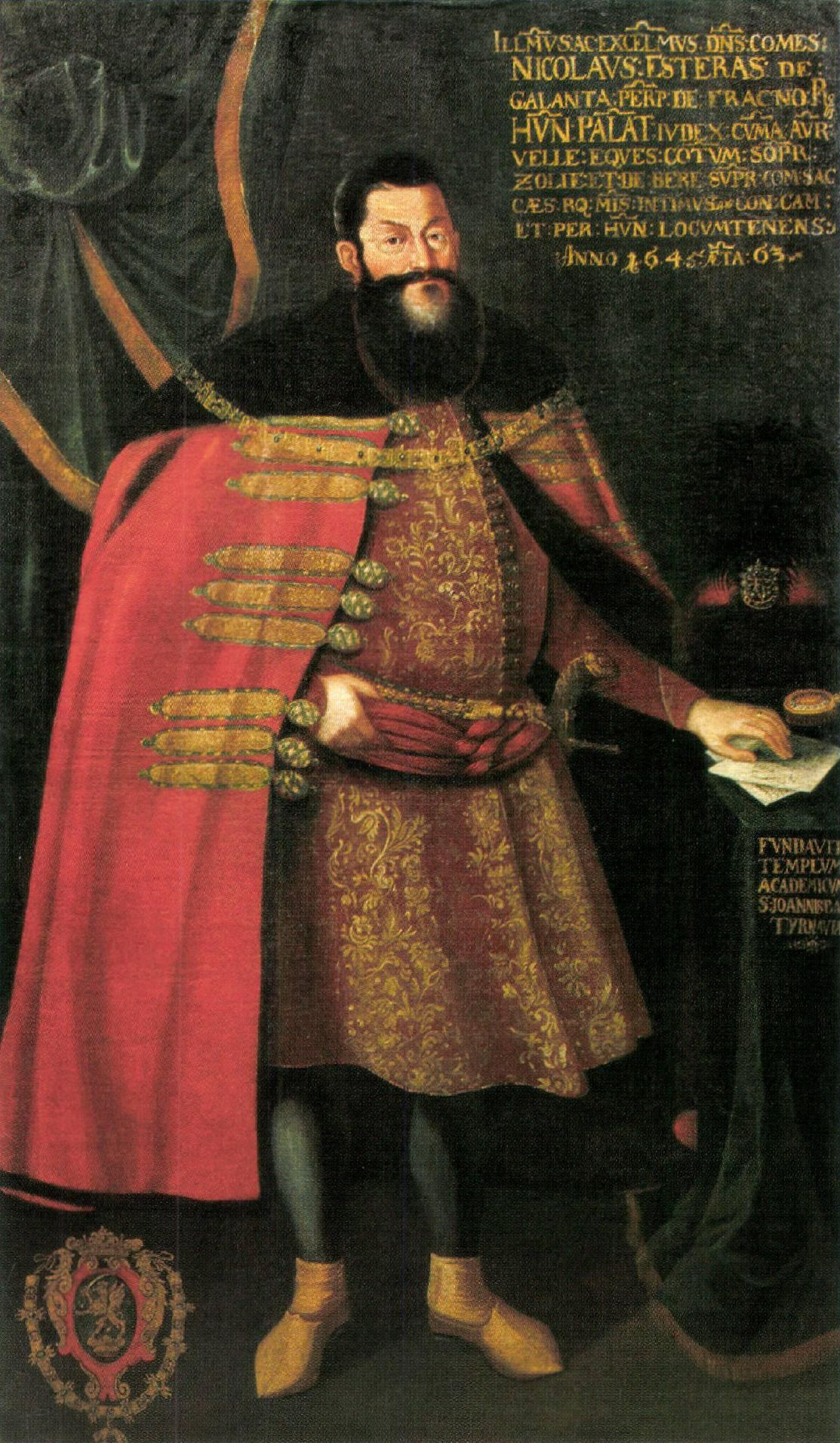
Erzieher und Förderer Ádám Batthyánys: Palatin Nikolaus Esterházy

Ádám Batthyány wurde am 14. Februar 1609 als zweiter Sohn von Franz II. Batthyány (1577–1625) und Eva Poppel-Lobkowitz (ca. 1585–1640) geboren. Sein Vater, der bereits 1603 in den Grafenstand erhoben worden war, lebte mit seiner Frau in Güssing. Das Paar hatte insgesamt drei Söhne und drei Töchter. Ádáms Schwestern waren Maria Magdalena († 1664), verheiratet in erster Ehe mit Graf Ladislaus Csáky, sowie Elisabeth, Gattin Graf Georg Erdődys, und Barbara, verheiratet mit dem jüngeren Grafen von Forgács. Der ältere Bruder Balthasar (* 1607 oder 1608) starb mit 14 Jahren und der jüngere Bruder Gabriel (* 1623) im Alter von 11 Monaten.
Von Ádám Batthyánys Kindheit ist wenig bekannt. Ádám wurde im calvinistischen Glauben seines Vaters erzogen. Unter dem Einfluss Nikolaus Esterházys, Ádáms Schwagers Ladislaus Csáky und der Jesuiten, vor allem des Erzbischofs von Esztergom Péter Pázmány begann er jedoch, sich mit den Lehren des Katholizismus zu beschäftigen. Mit Pázmány verband Batthyány eine lebenslange Freundschaft, wie aus deren umfangreichen Briefwechsel hervorgeht. Trotz der unterschiedlichen Glaubensbekenntnisse stand bereits Ádáms Vater Franz, der Calviner war, mit dem katholischen Erzbischof Pázmány in freundschaftlicher Beziehung. In einem Brief vom 28. Juni 1625 forderte Pázmány Franz Batthyány auf, „er möge seine Kinder in der wahren Religion unterweisen lassen.“
1629 konvertierte Ádám Batthyány in der Jesuitenkirche am Hof in Wien vom reformierten zum katholischen Glauben. Die Mutter lehnte die Konversion ihres Sohnes ab, und Ádám versuchte daher, diese vor ihr zu verheimlichen.
Zur Konversion Ádám Batthyánys schrieb der Kaplan von Pinkafeld Franz Illes 1868 folgende im Volksmund überlieferte Sage nieder:

„Die Gemahlin des Grafen […] hielt als fromme katholische Dame an ihrem Hof einen Franziskanerpater, ihr reformierter Gemahl dagegen zwei Geistliche seines Bekenntnisses. Da diese namentlich bei Tisch öfters polemisierten, […] bestimmte Ádám einen Tag, an welchem die bestrittenen Glaubenssätze ausführlich und feierlich besprochen werden sollten. […] Der eifrige Franziskanerpater bewies gegen die abweichenden Glaubenssätze mit hinreißender Beredsamkeit die Wahrheit der katholischen Kirche […] Worauf der edel denkende Graf, von oben erleuchtet, die Wahrheit der katholischen Lehre öffentlich bekannte.“

### Beginn der politischen und militärischen Laufbahn

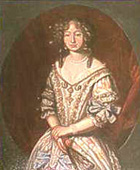
Aurora Formentini, die erste Ehefrau Ádám Batthyánys

Über Vermittlung des ungarischen Palatins Nikolaus Esterházy kam der junge Batthyány an den Hof des evangelischen Hochadeligen Paul Nádasdy. Die Zeit von etwa 1630 bis 1632 verbrachte er am Hof des Kaisers in Wien. Zu den Kaisern Ferdinand II. und Ferdinand III. von Habsburg und den ungarischen [] hatte Batthyány auch im späteren Leben gute Kontakte. 1630 wurde er in den ungarischen Grafenstand und in den römischen Reichsgrafenstand erhoben. Kaiser Ferdinand II. ernannte ihn am 30. Juni des gleichen Jahres außerdem zum „wirklichen kaiserlichen Kämmerer“ (cubicularii, qui tales de facto sunt). Er leistete daher seinen Dienst in den persönlichen Räumen des Kaisers und war bei Audienzen anwesend. Dieses bezahlte Amt hatte er bis 1635 inne. Während dieser Zeit reiste er mit dem kaiserlichen Hof zum Regensburger Kurfürstentag (Juli bis November 1630).
Erste Erfahrungen als Soldat machte Batthyány bei einem Feldzug gegen Heiducken István Bethlens des Jüngeren (Sohn István Bethlens), der die Hoheit des Habsburgerkaisers über die ungarischen Komitate nicht anerkennen wollte. Das Korps unter Nikolaus Esterházy, dem Batthyány angehörte, erlitt dabei eine Niederlage. Am 16. März 1631 nahmen die Heiducken Bethlens die Schanze der Esterházy-Truppe bei Rakamaz ein. Soldaten, Pferde und Dienerschaft Batthyánys gelangten in die Hände der Heiducken. Batthyánys Soldaten wurden am 13. April 1631 wieder freigelassen.

### Erste Verlobung und erste Ehe

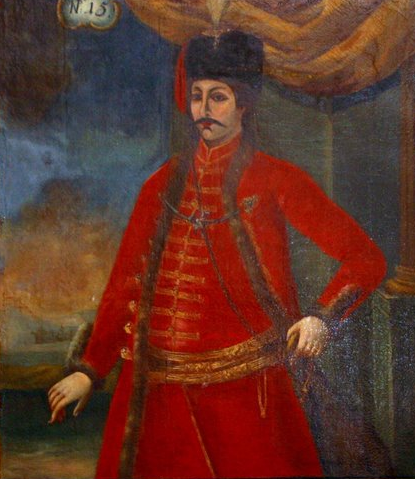
Der ältere Sohn Batthyánys: Christoph

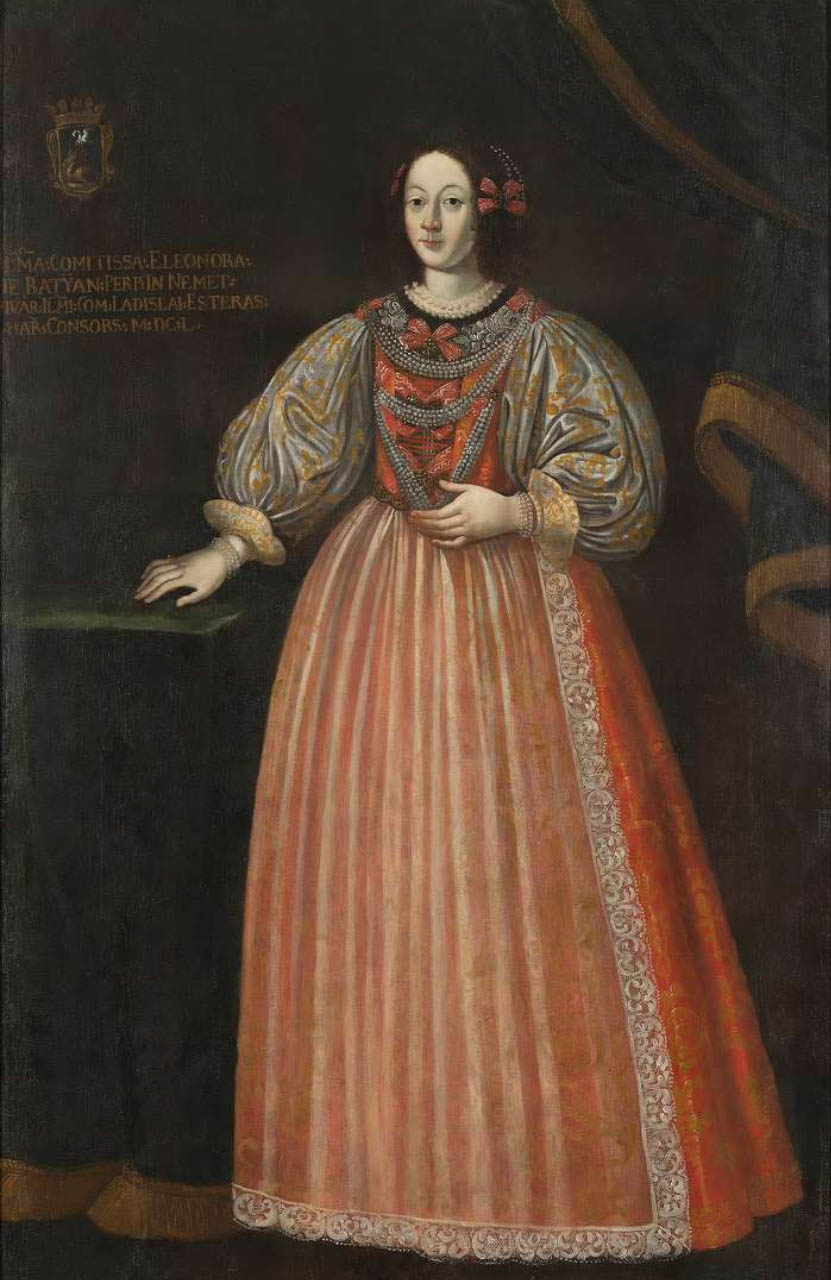
Die erste Tochter Batthyánys: Maria Eleonora

Batthyánys erste Verlobte war Katharina Illesházy. Zu einer Hochzeit der beiden kam es allerdings nicht. Einer Ehe stand zum einen die nahe Blutsverwandtschaft der Verlobten entgegen: Batthyánys Großmutter väterlicherseits und Illesházys Urgroßmutter waren Schwestern. Zum anderen hätte eine Hochzeit des Katholiken Batthyány mit der protestantischen Katharina nur mit einem Dispens der Kurie stattfinden können. Die Kurie machte jedoch den Übertritt der Verlobten zum Katholizismus zur Bedingung für dessen Erteilung. Damit war deren Vater Gaspar Illesházy nicht einverstanden, sodass die Verlobung wieder gelöst wurde. Katharina Illesházy heiratete 1632 Graf Péter Bethlen von Iktari.
Nach der Entlobung lernte Batthyány in Wien die Baroness Aurora Katharina Formentini kennen. Sie war 1610 in Görz geboren worden, katholischen Glaubens und Hofdame in Wien. Batthyány heiratete sie am 4. Februar 1632 in der Wiener Hofburg im Beisein des Kaisers Ferdinand II. und der Kaiserin Eleonora. Batthyánys Mutter lehnte die Hochzeit ab. Die Ehe wird als harmonisch, Aurora Formentini als streng katholisch und sehr fromm beschrieben.
Mit Aurora hatte Batthyány acht Kinder: Christoph, Paul, Eleonora und Barbara; vier weitere erreichten das Erwachsenenalter nicht. Christoph heiratete nach einer Verlobung mit Christina Nádasdy 1661 Annamaria Palocsai. Paul ehelichte Katharina Illesházy, eine Tochter des Bruders der ehemaligen Verlobten Batthyánys. Die beiden Söhne studierten in Ödenburg und Graz. Die erste Tochter erhielt als Zeichen der Ehrerbietung den Namen der Kaiserin Maria Eleonora. Eleonora feierte 1650 Hochzeit mit Ladislaus, Sohn des 1645 verstorbenen Palatins Nikolaus Esterházy. Barbara heiratete um 1650 Peter Széchy.

### Gegenreformation
Eine bedeutende Rolle spielte Batthyány im Zuge der Gegenreformation. 1569 hatte sein Großvater Balthasar Batthyány während der Zeit der Reformation die in Güssing ansässigen katholischen Augustiner vertrieben und die Güssinger Kirche protestantischen Pastoren geschenkt. Nachdem Ádám Batthyány 1629 Katholik geworden war, versuchte er seine Untergebenen nach dem Prinzip cuius regio, eius religio („wessen Gebiet, dessen Religion“) zur katholischen Kirche zurückzuführen. 1632 berief er in nahezu alle seiner Gemeinden die katholischen Jesuiten, Missionen abzuhalten. Er ließ den Propst von Steinamanger die Kirchenschlüssel von Güssing abnehmen und schloss die Protestanten mitsamt dem Güssinger Superintendenten Johann Palfy von Kanizsay aus der Kirche aus. 1633 meldete Johann Kanizsay diese Vorgänge der calvinischen Synode in Köveskut, die das Thema behandelte und erwirkte, dass Kanizsay vorerst in Güssing bleiben konnte. Nach einem Schreiben Ádám Batthyánys an einen seiner Verwalter, in dem Batthyány drohte („Den Prediger Johann will ich weiter nicht in Güssing dulden, weder sonstwo auf meinen Gütern. Weil wenn ich ihn da antreffe wird es ihm schlecht ergehen“), verließ Kanizsay am 14. Dezember 1633 schließlich Güssing.
Am 9. Februar 1634 gab Batthyány den Befehl, dass innerhalb von 15 Tagen alle protestantischen Pastoren entweder zum katholischen Glauben übertreten sollten oder seine Besitzungen zu verlassen hatten. Die Güssinger Prädikanten verließen Güssing umgehend. In anderen Ortschaften rief die Vorgangsweise Batthyánys teilweise heftigen Widerstand hervor und anfangs kehrten nur wenige Protestanten zur katholischen Kirche zurück. Aus Visitationsberichten geht hervor, dass in vielen Orten weiterhin evangelische Prediger wirkten. Über Vermittlung des Bischofs von Raab baten die Bewohner Körmends im Frühjahr 1634 Batthyány, den evangelischen Pfarrer in ihrer Gemeinde zu belassen. Ob Batthyány der Bitte der Körmender nachkam, ist nicht bekannt. In Königsdorf blieben die evangelischen Prediger bis mindestens 1668. Sie wurden erst von Àdams Sohn Christoph ausgewiesen. Den Bewohnern der Ortschaften Zahling und Deutsch Kaltenbrunn drohten Beamte Batthyánys jeweils 300 Gulden Geldstrafe an, sollten sie ihre Prediger nicht entlassen. In Deutsch Kaltenbrunn wurde nach Batthyánys Tod wieder ein evangelischer Pastor eingesetzt. Auch in Heiligenkreuz und in der Kirchengemeinde St. Emmerich, die heute zu Kőszeg gehört, blieben die evangelischen Prediger.
Der evangelische Superintendent Georg Musay nannte 32 Ortschaften, aus denen Batthyány die Pastoren entfernte. Die lutherischen Prediger suchten Schutz bei Batthyánys Mutter auf Schloss Tabor in Neuhaus, der ihnen auch gewährt wurde. In Güssing, dem Stammsitz der Batthyánys, ließ Ádám 1648 auf seine Kosten die heute noch erhaltene katholische Kirche und das ebenfalls noch bestehende katholische Franziskanerkloster erbauen. 1654 begann er mit dem Bau der katholischen Pfarrkirche Rechnitz, der in seinem Todesjahr 1659 aber noch unvollendet war und erst 1679 von Ádáms Enkel Ádám II. fertiggestellt wurde.

### Sicherung der habsburgischen Ostgrenze

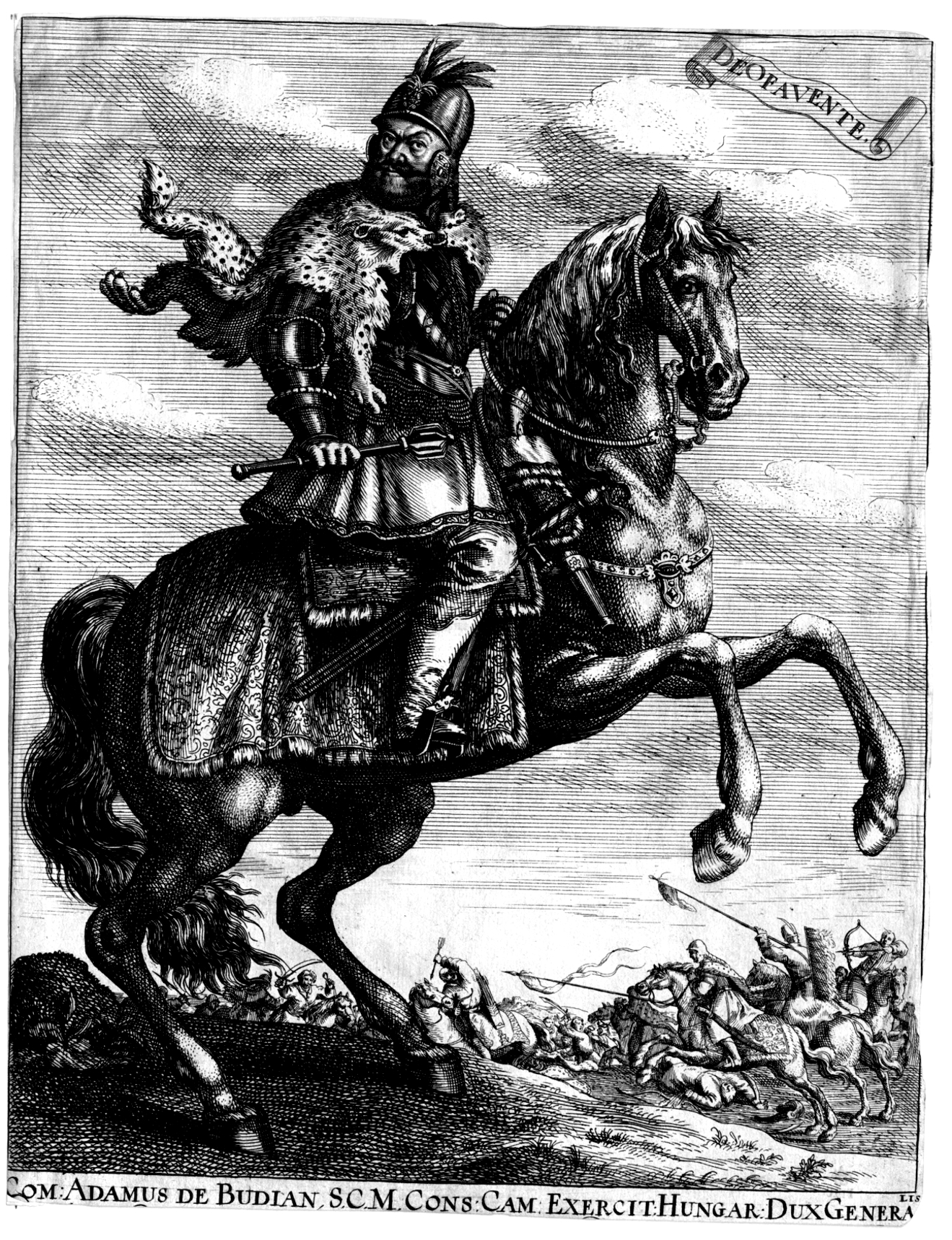
Ádám I. Batthyány: Generalkapitän für die Gebiete in Ungarn diesseits der Donau

1633 wurde Batthyány zum kaiserlichen Rat, zum Oberstleutnant und zum Oberst des transdanubischen Kreises und der Grenze gegenüber Kanizsa ernannt. In dieser Funktion hatte er die gesamte Landesgrenze südlich des Plattensees zu sichern. 1640 wurde Graf Batthyány zum Truchsess sowie zum Generalkapitän für die Gebiete in Ungarn diesseits der Donau ernannt. Er musste für einen Teil der Ausrüstung und für die Besoldung seines Heeres aufkommen. Batthyány wurden außerdem die Titel Obersttruchsess von Ungarn sowie Generalhauptmann von Niederungarn verliehen. Sein Zeitgenosse und Freund, der Dichter Nikolaus Zrinski, nannte ihn „eine Säule des Vaterlandes“.
Dem Abschluss des Friedens von Zsitvatorok im Jahr 1606, der 1648 um 22 Jahre verlängert wurde, folgte eine Jahrzehnte währende Zeit relativen Friedens, in der es zumindest zu keiner direkten Konfrontation großer Heere der Habsburger und Osmanen kam. Nicht zuletzt deshalb brachte der Dreißigjährige Krieg (1618–1648) keine Kampfhandlungen im Herrschaftsbereich Batthyánys. Allerdings unternahmen örtliche osmanische Befehlshaber, mit dem Ziel, Beute zu machen, immer wieder Einfälle in das von den Habsburgern beherrschte Königliche Ungarn. Die Osmanen betrachteten diese Streifzüge nicht als Verletzung der Bestimmungen des Friedensvertrags und Batthyány war daher trotz des offiziellen Friedenszustands in fortwährende Kleinkriege mit Truppen des Osmanischen Reiches verwickelt.
Eine wesentliche Stütze seiner Armee waren die sesshaften Bauern-Heiducken der Herrschaft Körmend, die er von den Lehnspflichten befreite und die nur zum Militärdienst verpflichtet waren. Ein Teil der Soldaten Batthyánys war auf seinen Burgen stationiert. Ein weiterer Teil des Heeres waren Söldner. Die Dörfer der Umgebung waren verpflichtet, diesen ein Quartier zu bieten und zum Teil für deren Verpflegung zu sorgen. Die Dorfbewohner beklagten sich wiederholt bei Batthyány über die Last dieser Verpflichtung.
Als Befehlshaber nahm er an zahlreichen Schlachten teil. Im Februar 1641 entführten herumstreifende Türken ungefähr 200 Christen und nahmen einige Säcke mit abgehauenen Christenköpfen mit sich. Batthyány verfolgte die Türken mit seinen Soldaten, ließ einige 100 Türken töten und nahm Gefangene. Aufgrund einer Beschwerde der ungarischen Stände im Jahr 1642, die ihre Landesgrenzen bedroht sahen, schickte der Reichstag 1643 Batthyány und Erdődy mit ihren Heeren in die Grenzgebiete. Um sein Hinterland gegen Aufständische unter dem Fürst von Siebenbürgen Georg I. Rákóczi zu schützen, zog er sich aber im selben Jahr wieder zurück. 1646 töteten türkische Scharen 120 Husaren Batthyánys und schleppten viele seiner Soldaten in Gefangenschaft. Im selben Jahr schlugen Batthyány und Nikolaus Zrinski den Pascha des vormals ungarischen Grenzortes Kanizsa, welcher sich seit 1600 in osmanischer Hand befand. Um das Komitat Eisenburg vor den Einfällen der Türken zu schützen, sandte Kaiser Ferdinand III. Batthyány und weitere ungarische Adelige mit ihren Einheiten nach Sárvár. Im August 1649 brannten die Türken ein Dorf bei Topeltschin nieder und nahmen ungefähr 800 Christen gefangen. Im Oktober 1649 starben 300 christliche Soldaten bei Neuhaus durch die Osmanen. Daraufhin wurden Batthány und einige andere Magnaten vom Kaiser zum Einsatz mit insgesamt 1000 Mann gegen die Türken aufgefordert. 1651 überfielen tausende Türken Kiskomárom. Nach Verlust von 800 Mann mussten sie aber wieder abziehen. Die Grafen Batthyány, Buchheim und Zrinski beseitigten die dabei angerichteten Schäden in Kiskomárom und unternahmen einen Rachefeldzug. Sie griffen das von den Türken besetzte Kanizsa an, zerstörten das Pfahlwerk, warfen Granaten, die einige 100 Häuser und Scheunen entzündeten und trieben das gesamte Vieh der Stadt weg. 1652 fielen die Osmanen in das batthyánische Gebiet im Komitat Zala ein, wo sie fünf Dörfer einäscherten sowie 137 Soldaten und über 100 Zivilpersonen verschleppten.
1654 besiegte Batthyány mit seinen Husaren abermals den Pascha von Kanizsa in einem Kampf bei Stuhlweissenburg. Während dieses Gefechts erlitt er einen Schlaganfall. 1657 zogen die Truppen Batthyánys und Franz III. Nádasdys in ein Gebiet südlich des Plattensees, das von den Osmanen besetzt war, töteten dort 100 Türken, nahmen 100 Gefangene und trieben 4000 Stück Vieh weg.
1657 klagte Batthány dem Hofkriegsrat in Wien die Not und den Hunger seiner Soldaten und der Bevölkerung aufgrund der ständigen Kriegshändel in den Grenzgebieten und bat um Monatssold für seine Soldaten und um Kriegsausrüstung. Ob Ádám Batthyány in diesem konkreten Fall Unterstützung vom Kriegsrat erhielt, ist nicht bekannt. Im Lauf der Jahre ermahnte ihn der Hofkriegsrat jedenfalls mehrmals, die Feindseligkeiten gegen die Türken zu unterlassen. Gleichzeitig forderte der Kriegsrat von Batthyány jedoch auch, ein wachsames Auge auf die Türken zu haben und Soldaten zur Unterstützung der kaiserlichen Truppen im Dreißigjährigen Krieg gegen die Schweden nach Böhmen und Mähren zu schicken.

### Zweite Ehe, Tod und Nachleben

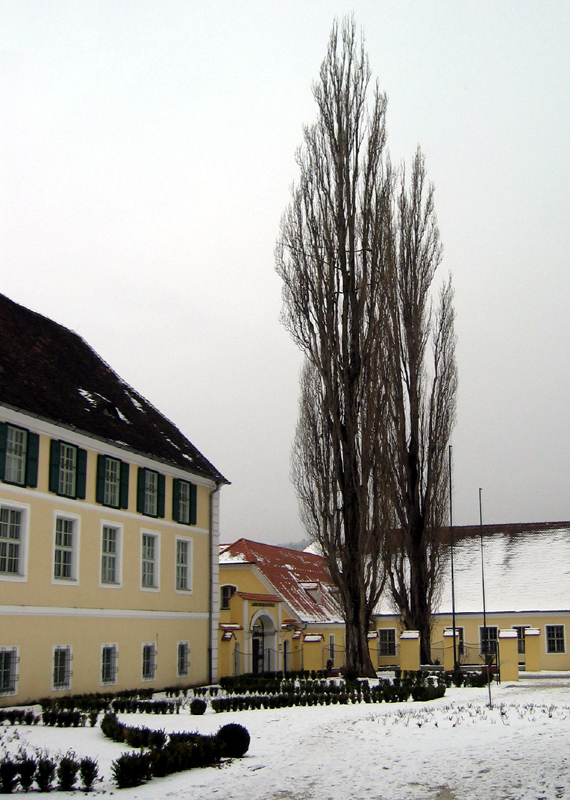
Schloss Pinkafeld, Sommerresidenz Ádám Batthyánys und Witwensitz Barbara Corbellis

Batthyánys erste Ehefrau Aurora starb mit 43 Jahren am 5. April 1653 in Rechnitz. Nach ihrem Tod heiratete Batthyány am 15. August 1655 in Rechnitz die österreichische Baronin Barbara Corbelli. Mit Barbara hatte er die Tochter Anna Julianna, die später in das Klarissenkloster von Pressburg eintrat.
In seinen letzten Lebensjahren beschäftigte sich Batthyány verstärkt mit Glaubensfragen. Am 15. März 1659 starb Batthyány in Güssing und wurde dort in der von ihm erbauten Gruft beigesetzt. Die Familiengruft der Batthyány ist nach der Kapuzinergruft der Habsburger die zweitgrößte Familiengruft Österreichs.
Nach dem Tod Batthyánys erhielt seine zweite Frau Barbara Herrschaft und Schloss Pinkafeld als Witwensitz. Die beiden Söhne Ádáms, Christoph und Paul, warfen der Witwe vor, ein ausschweifendes Leben zu führen. Sie übernahmen daher ein Jahr nach dem Tod ihres Mannes die Herrschaft Pinkafeld und ließen ihre Stiefmutter gefangen nehmen. Erst nach Intervention eines hohen Adeligen wurde sie wieder freigelassen. 1670 heiratete Barbara Nikolaus von Königsberg und verstarb kurz darauf.
Ádám Batthyány kann als der letzte seiner Familie bezeichnet werden, der nahezu den gesamten Batthyánybesitz in einer Person vereinigte. Batthyány verfügte in seinem Testament die Aufteilung der Herrschaften unter seinen beiden Söhnen Christoph und Paul. Im Lauf der Geschichte folgten eine Reihe weiterer Besitzteilungen. Christoph, der ältere Sohn Ádám Batthyánys, wurde Stammvater jener Batthyány-Linie, in welcher der Fürstentitel und die Familienfideikommisse der Familie vererbt wurden. Der jüngere Sohn Paul begründete die verschiedenen gräflichen batthyányschen Linien (Scharfensteiner, Pinkafelder und Sigmundsche Linie).

## Grundherrschaft und Hofhaltung

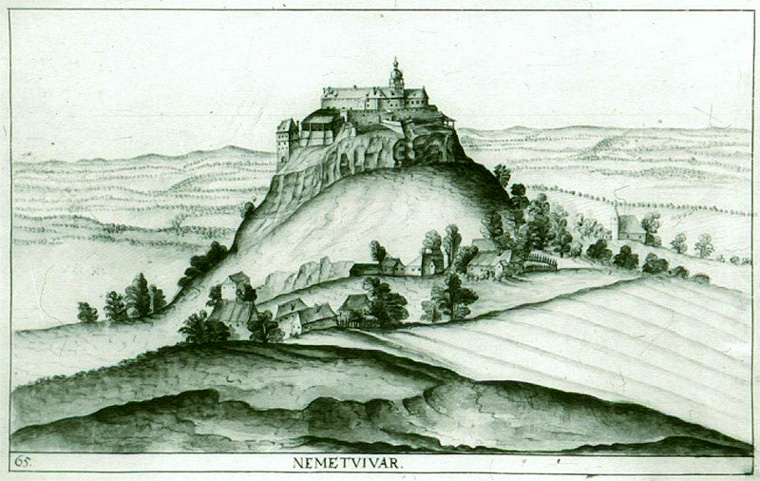
Hauptresidenz Burg Güssing zur Zeit Ádam Batthyánys

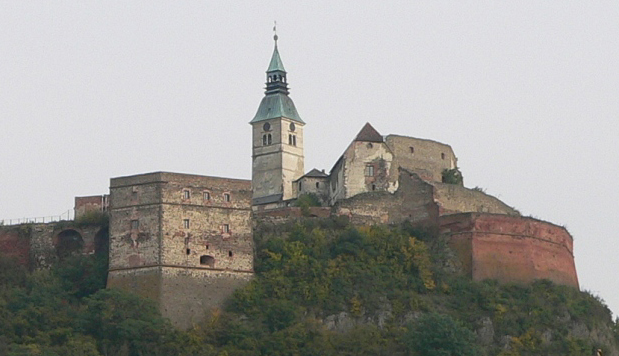
Burg Güssing 2005

Nach dem Tod des Vaters (1625) übernahm zunächst die Mutter den Besitz. 1627 trat Batthyány das Erbe seines Vaters an und übernahm damit die Burgherrschaft Güssing und die Besitzungen in Körmend. 1636 kamen Schlaining und Rechnitz dazu, 1640 der Besitz seiner Mutter Neuhaus. 1644 erwarb er vom Freiherrn Königsberg Bernstein mitsamt einigen Gemeinden wie z. B. Pinkafeld. Da diese Güter seit der Zeit der Jagiellonen zu Österreich gehörten, erreichte Batthyány 1645 die Aufnahme in den niederösterreichischen Herrenstand, die seine Besitzrechte absicherte. Der Wechsel des Besitzes Bernstein zu Batthyány war sowohl im Interesse des Hauses Habsburg, das dadurch das Gebiet in der Hand eines treuen und katholischen Parteigängers wusste, als auch im Interesse des nationalmagyarischen Lagers, das darin die Rückgabe einer vormals ungarischen Herrschaft sah. Alleine die Herrschaft Güssing umfasste zu jener Zeit ungefähr 70 Dörfer.
Batthyánys Besitzungen befanden sich auf dem als Königliches Ungarn bezeichneten Gebiet der Habsburgermonarchie. Sie erstreckten sich im Westen des Komitats Eisenburg vom Eisenburger Hügelland bis zur Grenze an die Steiermark. Sie umfassten den Großteil des heutigen Süd-Burgenlandes. Ausnahmen bildeten einige Gemeinden um Rotenturm und Eberau, die im Besitz der Grafen Erdődy waren. Außerdem gehörten Batthyány Gebiete im heutigen Ungarn und Slawonien (St. Gotthard, St. Groth). Für seinen Herrschaftsbereich erließ Batthyány eine Kanzleiordnung. Er bestätigte die Zunftordnungen der in den Herrschaften Körmend, Güssing, Rechnitz, Pinkafeld und Schlaining neu entstandenen Zünfte und verschaffte den Zünften teilweise die Bestätigung des Königs. Er stellte die Zünfte unter seinen Schutz und seine Vormundschaft.
In Podler, Podgoria, Althodis und Weiden siedelte Batthány Kroaten an, die früher als Söldner mit den kaiserlichen Truppen gegen die Türken und gegen die anti-habsburgischen Aufständischen Gábor Bethlens gekämpft hatten. Im Zuge des Bethlenaufstandes war 1620 eine Reihe von Dörfern der Herrschaft Güssing zerstört worden und daher benötigte Ádám Batthyány die Kroaten als Siedler und erfahrene Krieger. Er gewährte ihnen für drei Jahre Steuerfreiheit, in denen sie Häuser aufzubauen hatten, und er sorgte dafür, dass nur Kroaten in diesen Dörfern siedeln durften. Noch heute sind in diesen Gemeinden die Angehörigen der Gruppe der Burgenlandkroaten ein bedeutender Teil der Bevölkerung.
Hauptresidenz Batthyánys war Burg Güssing, die Stammburg der Batthyány. Außerdem bewohnte er regelmäßig Schloss Rechnitz, Burg Schlaining und das Kastell in Pinkafeld. Zeitweilige Wohnsitze waren einige Kastelle und Herrenhäuser wie in Stegersbach und Zackersdorf. Als Bauherr ließ Batthyány beispielsweise Schloss Körmend umbauen, Burg Schlaining um ein Stockwerk erweitern, Schloss Rechnitz sowie Straßen und Brücken errichten. Auf Burg Bernstein veranlasste er zwischen 1645 und 1650 den Umbau den Rittersaals. Einer der Baumeister für seine Schlösser und Burgen war der kaiserliche Hofarchitekt Filiberto Lucchese. Drei weitere italienische Meister, Giovanni Battista Orsolino, Simone Retacco und Carlo della Torre waren die führenden Architekten Adam I. Batthyány in drei Jahrzehnten Baugeschichte.
Batthyánys Hofstaat umfasste mehr als 1000 Personen. Am Güssinger Hof waren adelige Knaben und Mädchen aus Österreich, Ungarn, Polen und Kroatien zur Erziehung. Hier wurden daher Pädagogen, Philosophen, Reit- und Fechtlehrer, Musiker und Künstler beschäftigt. Die jungen Adeligen wurden unter anderem im Waffengebrauch, in der Heeresführung und vor allem im gesellschaftlichen Umgang unterrichtet. Außerdem war auf Burg Güssing ständig Militär stationiert. Nach einem Ausweis über die Kriegsgefangenen aus den Jahren 1641 bis 1650 hielt Graf Batthyány in Güssing, Bernstein und Rechnitz 156, vor allem vornehme Türken gefangen. Auf den Schlössern Rechnitz und Körmend ließ Batthyány Theater einrichten, an die er italienische Schauspieler berief. Er beschäftigte Geigenspieler, Zymbalschläger, Dudelsackpfeifer, Trommelschläger und Tárogatóspieler sowie Trompeter, die damals besonders geachtet waren. Viele der Musiker waren Roma oder gefangene Türken. 1658 bestand Batthyánys Hofkapelle aus 16 Personen.

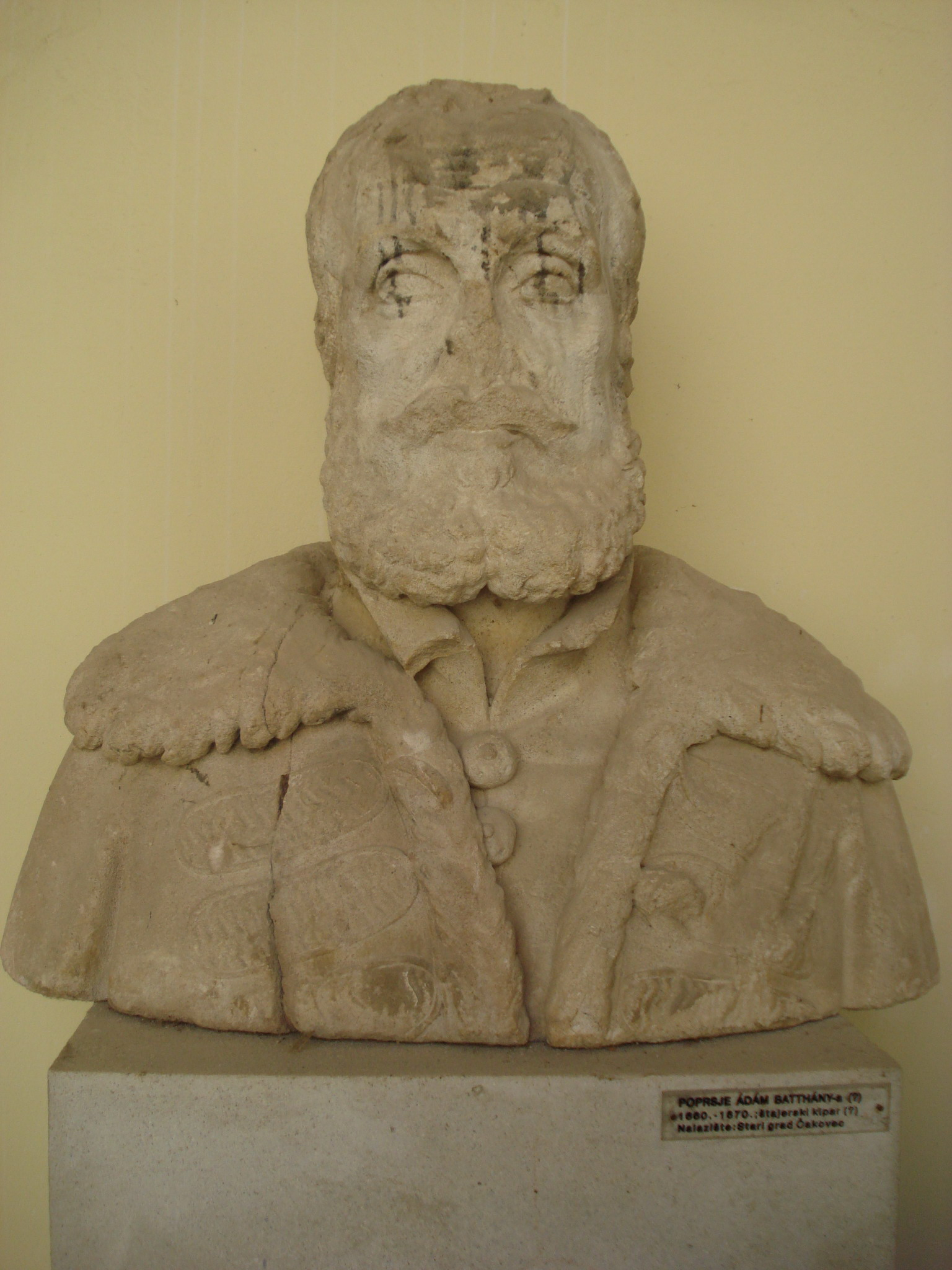
Büste Batthyánys im Lapidarium der Zrinski-Burg in Čakovec, Kroatien

Den Großteil der landwirtschaftlichen Produkte mussten die Untertanen zu Monopolpreisen an die Grundherrschaft verkaufen. Die Produkte wurden am Hof verbraucht und in herrschaftlichen Wirtshäusern verkauft. Im überwiegenden Teil des Jahres hatte Batthyány das alleinige Recht, auf seinem Grund Wein auszuschenken. Aus dem Weinverkauf kam über die Hälfte seiner Bareinnahmen. Einige Güter Batthyánys befanden sich in der heutigen Weinbauregion Südburgenland. Wie er in seinem Beichtspiegel bekannte, trank er viel. Die Mutter Katharina Illesházys, der ersten Verlobten Batthánys, und Bischof Pázmány mahnten Batthány in Briefen, er möge sich beim Trinken mäßigen. Steuern wurden von Beamten und Stadtrichtern eingehoben, die oft gewaltbereit waren, sodass Ádam Batthány seine Untertanen häufig schützen musste wie mit der Anweisung „… man soll die Bürger nicht von oben gewalttätig belasten …“. Aber auch Batthány wandte gelegentlich Gewalt an: „… daß sie gutwillig nichts hergeben <…> müssen wir Reiter hinausschicken, damit diese das Geld eintreiben.“ Zur Finanzierung seiner Bautätigkeiten und der Kriege nahm Batthyány außerdem regelmäßig Geld bei seinen Untertanen auf und verpfändete einige seiner Dörfer wie z. B. Limbach im Burgenland 1631, Neusiedl bei Güssing 1631, Gerersdorf bei Güssing 1639, Oberradling 1644, Bocksdorf 1645, Inzenhof 1645 und Neustift bei Güssing 1648.
Die Pest in vielen seiner Dörfer wie in Güssing 1621 und Körmend 1644–1646 sowie Missernten in den Jahren 1645–1648 und andauernde Kriege waren Ursache für Hunger und Armut und die Verringerung der Bevölkerung der Herrschaft Güssing um ein Fünftel in den Jahren von 1643 bis 1666. Für den Gutsherren Batthyány bedeutete diese Zeit den Ausfall von Steuern und Robotleistungen.

## Büchersammlung
Bereits Ádám Batthyánys Großvater Balthasar Batthyány (1543–1590) besaß eine umfangreiche Bibliothek, die mehrere tausend Bände katholischer und protestantischer Literatur umfasste. Sie wurde durch Ádám Batthyánys Eltern erweitert. Ádám Batthyány selbst erweiterte die Bibliothek nach Schätzungen aufgrund erhaltener Verzeichnisse um etwa 400 Bände. Infolge eines Briefes der Güssinger Franziskaner, die den „unzeitgemäßen“ Zustand ihres Buchbestandes beklagten, überließ er dem Franziskanerorden ungefähr 1300 Bücher.
Standort der Bibliothek Batthyánys war Burg Güssing. Die Bücherei enthielt in nahezu gleicher Anzahl lateinische, deutsche und ungarische Werke. Darüber hinaus fanden sich darin Bücher in italienischer und tschechischer Sprache sowie einige zweisprachige Bände (überwiegend Wörterbücher). Inhaltlich umfassten die Bestände vor allem biblische Werke, Gebetbücher, Geschichtswerke, Bildbände, Architekturbücher, Medizinbücher und Gesetzbücher. Bekannte Werke aus Batthyánys Bibliothek sind zum Beispiel das Theatrum Europaeum, der Atlas Blaeu und eine Ausgabe des Korans in ungarischer Sprache. Zur Zeit des Zweiten Weltkriegs war die Büchersammlung auf Schloss Körmend untergebracht. Die Zerstörungen dieses Krieges am Schloss betrafen auch einen großen Teil der Bibliothek. Heute besteht die erhaltene Buchsammlung Batthyánys nur mehr aus einigen wenigen Exemplaren.
Batthyány verfasste auch eigene Werke, unter anderen ein Gebetbuch (Lelki kard, dt.: Schwert der Seele), das er 1654 herausgab und das später neu aufgelegt wurde. Das Gebetbuch ist verschollen und nur aus dem Briefwechsel sowie anhand zeitgenössischer Erwähnungen bekannt. Einige seiner Werke wurden nach seinem Tod veröffentlicht. Dem Inhalt nach bekannt sind heute nur noch sein Tagebuch, sein Beichtspiegel und Auszüge aus seinem Briefwechsel. Tagebuch führte Batthyány von 1642 bis 1657. Sein Beichtspiegel basierte auf einem Gebetbuch von Péter Pázmány. Der Graf registrierte darin lässliche Sünden wie „heute wiederum nicht gebetet; die Priester beschimpft; mit hässlichen Worten geredet; an nutzlose Dinge gedacht.“ Am häufigsten kommt in seinem Beichtspiegel allerdings das Thema Trunksucht und Trunkenheit vor wie beispielsweise in der Eintragung: „an diesem Tag war ich wiederum sehr betrunken.“
Weiters initiierte und unterstützte er die ungarische Übersetzung und den Druck des Seneca Christianus (ungarisch: „Keresztény Seneca“, Wien 1654) seines Hofpredigers Sámuel Kéry. Mit der Herausgabe dieses Werks wurde er der erste Verbreiter der Stoa in Ungarn. Insgesamt ließ er mehrere hundert Bücher auf seine Kosten drucken und binden.